# Izanagi
Izanagi er den mandlige halvdel af skaberparret i religionen Shinto. Det kvindelige modstykke er Izanami.